# Postnatální vývoj člověka
Postnatální vývoj člověka je fáze ontogeneze člověka, která probíhá po narození člověka. Postnatální fáze je produktivní a nejdelší částí vývoje jedince. Lze ji dělit do 13 stadií. Stadia jsou charakterizována a ovlivňována fyzickými (fyziologickými a anatomickými), psychickými a sociálními faktory. Jednotlivé fáze jsou:
- novorozenecké období (narození – 28 dnů)
- kojenecké období (29 dnů – 1 rok)
- batolecí období (1–3 roky)
- předškolní věk (3–6 let)
- mladší školní věk (6–12 let)
- starší školní věk (12–15 let)
- dorostové období (15–18 let)
- dospělost (18–30 let)
- zralost (30–45 let)
- střední věk (45–60 let)
- stáří (60–75 let)
- vysoké stáří (75–90 let)
- kmetský věk (90 let – smrt)

Charakteristické je, že první fáze ontogeneze člověka jsou vymezeny především fyzickým a psychickým hlediskem, kdežto v pozdějším věku z pohledu sociálního. Hranice nejsou nikdy absolutní, mohou se měnit a mění se kvůli zrychlení nebo zpomalení vývoje jedince nebo kvůli nastavení společenských pravidel. Nejrychleji vývoj probíhá v raných fázích, s rostoucím věkem se zpomaluje. Zejména v oblasti psychických a fyzických schopností člověka nastává vrchol vývoje zhruba kolem 24. roku věku.
Nerovnoměrnosti a defekty v ontogenezi může posuzovat nejlépe lékař, psycholog a pedagog. Existuje celá škála různě zaměřených a různě spolehlivých testů, kterými lze zjišťovat, zda nedochází ke zpoždění v některém ze stadií. Testovat je možné i děti poměrně malé.

## Fáze postnatálního vývoje člověka

### Novorozenecké období(narození až 28. den)
Období ve vývoji člověka určené především k adaptaci na nové, vnější prostředí. Probíhá adaptace jednotlivých tělních systémů na mimoděložní podmínky. Upravuje se termoregulace, mění se anatomie oběhové soustavy (zaniká foramen ovale čili oválné okénko aj.), klesá počet červených krvinek (novorozenecká žloutenka), startuje činnost ledvin, které do narození nefungovaly apod. V důsledku velkých a energeticky náročných změn se dočasně snižuje hmotnost dítěte (ztráta tuku). V dýchací soustavě dochází k uzavření cévní spojky mezi plicnicí a aortou (tzv. Botallova dučej) a k uzavření oválného okénka (foramen ovale). Brzy zaniká část pupečníkové tepny a pravá pupečníková žíla.
Při narození dítěte tvoří hlava čtvrtinu tělesné délky. Lebeční švy nejsou srostlé, novorozenec má otevřenou velkou fontanelu (uzavírá se do 12.–18. měsíce života). Pokud je otevřena malá fontanela, uzavírá se do 2–4 měsíců. Patrná je nestabilita v držení těla, při pozvednutí těla padá hlavička dozadu. Pohyby jsou nekoordinované a trhané. 
Dítě ještě plně nevnímá smysly. Čočka oka ještě neakomoduje (neostří) a potřebuje silné podněty. Nejvíce vyvinuté je ústrojí polohové a pohybové. Protože reflexní oblouky jsou již plně vyvinuty, uplatňují se především reflexy – sací reflex, hledací reflex, úchopové reflexy (Palmární úchopový reflex, Babinského reflex), asymetrický tonický šíjový reflex, spinální Galantův reflex, Moroův reflex, Babkinův reflex, tonický labyrintový reflex.
Dítě rozpozná a preferuje matčin hlas. Je plně závislé na matčině péči. K matce si vytváří prvotní citový vztah. 

### Kojenecké období(do konce 1. roku)
Po úspěšné adaptaci na prostředí mimo dělohu dochází k rychlému rozvoji orgánů a smyslů. Dítě je závislé na příjmu mléčné potravy (nejlépe mateřské mléko). Zhruba po šesti měsících se prořezávají první mléčné zuby.
Tělo rychle nabývá na objemu a hmotnosti díky růstu svalů a tukové tkáně. To umožňuje rozvoj pohybového aparátu (zvedání hlavičky, převalování, počátky lezení apod.) a formování esovitého zahnutí páteře.
Smysly dosahují nového stupně vývoje. Čočka oka již dokáže zaostřit na předměty v zorném poli a kojenec tak rozlišuje například tváře. S tím se rozvíjí i prostorové vnímání. Hmat a sluch jsou také plně funkční. Může se projevit první vokalizace (žvatlání).
Citový vztah k matce se prohlubuje a dítě je na ní stále plně závislé. Můžeme pozorovat i první známky socializace.

### Batolecí období(1. až 3. rok)
Navazuje na kojenecké období především rozvojem pohybového aparátu. Dítě přijímá již stravu kombinovanou, tedy polotekutou, tuhou i mléčnou. Mléčné zuby se již prořezaly.
Lebeční kosti srůstají. Končetiny jsou stále poměrně krátké vůči celému tělu. Dítě se začíná pohybovat nejprve po čtyřech, posléze i po dvou končetinách (batolení). Pohyby jsou v prvopočátku nemotorné, ale v průběhu věku se upravují.
Smysly se již příliš nezdokonalují, zato nervová soustava pokračuje v prudkém rozvoji. Dítě je již schopné rozlišovat rodinné příslušníky, díky pohybu se již dobře orientuje v prostoru a má tendenci jej zkoumat a objevovat. Řečové schopnosti se rychle zkvalitňují a rozšiřuje se slovní zásoba. V sociální oblasti se dítě sbližuje s blízkými lidmi a učí se komunikovat. Je stále závislé na matce (na rodičích).